# Pieternel Pouwels
Pieternel Pouwels (Haarlem, 17 december 1969) is een Nederlandse actrice. Pouwels volgde een opleiding bij De Trap in Amsterdam en volgde privélessen bij actrice Henriëtte Tol (Westenwind, Keyzer & De Boer). In 1994 speelde Pouwels een hoofdrol in de komedieserie Weekend als Desiree.
Pieternel is een zus van actrice Barbara Pouwels.
Na Weekend speelde Pouwels een bijrol in de gevangenisserie Vrouwenvleugel. Ze speelde een tijd lang de rol van Marion Molenaar, de zus van gevangenisbewaarder David (John Jones). In 1997 speelde ze de vaste rol van Marijke in de komedie Kind aan Huis, maar grote bekendheid kreeg Pouwels vooral door haar rol als Maxime Schilt in de jongerenserie ZOOP. Ze speelde de rol twee jaar en was ook te zien in de speelfilms Zoop in Afrika en Zoop in India.

## Filmografie
- Weekend – Desiree (1994)
- Vrouwenvleugel – Marion Molenaar (1995)
- Kind aan Huis – Marijke (1997)
- 12 steden, 13 ongelukken – Dora (afl. Het verjaardagscadeau, 1997)
- ZOOP – Maxime Schilt (2004-2006)
- Het Glazen Huis – Chantal Verburg (2004)
- Zoop in Afrika – Maxime Schilt (2005)
- Spoorloos verdwenen – Manon de Wild (afl. De verdwenen dochter, 2006)
- Zoop in India – Maxime Schilt (2006)
- Van Speijk – Ankie Gerritsma (2007)
- Goede tijden, slechte tijden – Eileen Schönberg (2009)
- De co-assistent – Tessa (2010)
- Johan – Logisch is anders – Tine (2014)[1]
- Lucia de B. – Moeder jonge Lucia (2014)
- Noord Zuid – Moeder Elsie (2015)
- Sams Kerst – Janna (2015-2016)
- Flikken Maastricht – Eline Steen-Revius (2018)